# Oinophila argyrospora
Oinophila argyrospora är en fjärilsart som beskrevs av Edward Meyrick 1931. Oinophila argyrospora ingår i släktet Oinophila och familjen äkta malar.
Artens utbredningsområde är Sierra Leone. Inga underarter finns listade i Catalogue of Life.